# Aubagnan
Aubagnan là một xã trong tỉnh Landes ở Aquitaine tây nam nước Pháp